# Municipio de Franklin (condado de Decatur)
El municipio de Franklin (en inglés: Franklin Township) es un municipio ubicado en el condado de Decatur en el estado estadounidense de Iowa. En el año 2010 tenía una población de 360 habitantes y una densidad poblacional de 3,84 personas por km².

## Geografía
El municipio de Franklin se encuentra ubicado en las coordenadas 40°51′10″N 93°43′6″O / 40.85278, -93.71833. Según la Oficina del Censo de los Estados Unidos, el municipio tiene una superficie total de 93.69 km², de la cual 93,62 km² corresponden a tierra firme y (0,07 %) 0,07 km² es agua.

## Demografía
Según el censo de 2010, había 360 personas residiendo en el municipio de Franklin. La densidad de población era de 3,84 hab./km². De los 360 habitantes, el municipio de Franklin estaba compuesto por el 99,17 % blancos, el 0,28 % eran afroamericanos, el 0,28 % eran amerindios, el 0,28 % eran de otras razas. Del total de la población el 0,83 % eran hispanos o latinos de cualquier raza.